# Maikel Cardona
Maikel Cristóbal Cardona Abreu (L'Avana, 16 novembre 1976) è un pallavolista cubano naturalizzato italiano.
Gioca nel ruolo di schiacciatore e opposto nella Garlasco.

## Carriera
Arriva in Italia nel 1998 alla Mirabilandia Ravenna con cui gioca due stagioni. Nel 2000 si trasferisce alla Noicom Alpitour Cuneo con cui vince una Coppa Italia, una Supercoppa Italiana e una Coppa CEV, nel frattempo riceve il passaporto italiano.
Alla fine della stagione 2004 lascia l'Italia per andare a giocare nel campionato portoricano con i Changos de Naranjito con cui vince due titoli nazionali nel 2004 e nel 2005.
Nella stagione 2005-2006 ritorna in Italia, alla Copra Berni Piacenza con cui vince una Top Teams Cup. Il 6 dicembre del 2006 passa alla Cimone Modena con cui arriva quinto in campionato e venendo eliminato ai quarti di finale dei playoff dalla sua ex-squadra, la Copra Berni Piacenza.
La stagione successiva passa alla Andreoli Latina con cui arriva ultimo in classifica, retrocedendo in Serie A2.
L'anno successivo passa alla Yoga Forlì con cui arriva penultimo in campionato.
Nella stagione 2009-2010 scende di categoria giocando come centrale nella Edilesse Cavriago, in Serie A2 ottenendo discreti risultati.
La stagione successiva gioca nel ruolo di opposto nell'Universal Carpi, squadra di cui è il capitano, in Serie B1 girone B.
Nella stagione 2011-2012 viene ingaggiato dalla Fenice Isernia, in Serie A2. Nella stagione seguente passa alla VBA Olimpia Sant'Antioco, dove rimane due anni per poi cambiare squadra, rimanendo in Sardegna, passando al Cagliari Volley a campionato iniziato, ma dopo neanche mesi cambia nuovamente squadra accasandosi al Fanton Modena Est. Nella stagione seguente è ancora in Serie B, alla Canottieri Ongina.

## Palmarès

### Club
- Campionato portoricano: 2

2004, 2005
- Coppa Italia: 1

2001-02
- Supercoppa italiana: 1

2002
- Top Teams Cup: 1

2005-06
- Coppa CEV: 1

2001-02